# Mitterdorf im Mürztal
Mitterdorf im Mürztal  är huvudorten i kommunen Sankt Barbara im Mürztal i distriktet Bruck-Mürzzuschlag i förbundslandet Steiermark i Österrike. 
Mitterdorf im Mürztal var tidigare en självständig kommun, men blev 1 januari 2015 en del av nybildade kommunen Sankt Barbara im Mürztal.
Kommunen bestod av två orter (Ortschaften) (inom parentes invånarantal 1 januari 2024):
- Lutschaun (447)
- Mitterdorf im Mürztal (1 901)